# 山本宏子
山本 宏子（やまもと ひろこ、1953年 - ）は、日本の音楽教育学者、民族音楽学者、岡山大学教授。アジアを中心としたユーラシアの太鼓文化の比較研究に従事。小泉文夫、山口修に師事。フィールドは、中国福建省・青海省、インドネシア・バリ、南インド、チベット、ブータン、アイルランド、ドイツ、ポーランド、トルコほか、日本各地。

## 来歴
神奈川県生まれ。武蔵野音楽大学音楽学部 音楽学学科卒業。同大学院音楽学専攻修了。芸術学修士（武蔵野音楽大学）、博士（文学、大阪大学、論博）。東京国立文化財研究所芸能部調査員、文化庁文化財部伝統文化課調査員、京都文教大学、慶應義塾大学、早稲田大学などの非常勤講師をへて、2003年から岡山大学教育学部教授。2004年より兵庫教育大学大学院連合学校教育学研究科教授を併任。2014年よりくらしき作陽大学非常勤講師。2015年より筝曲アカデミー岡山会長。2019年より岡山大学名誉教授。

## 著書
- 『日本の太鼓、アジアの太鼓』青弓社 2002
- 『中国泉州「目連」木偶戯の研究』春秋社 2006
- 『音楽文化ー祭・芸能・音楽からみた世界』岡山大学出版会　2014
- 『太鼓の文化誌』青弓社　2017

### 共著
- 『諸民族の音―小泉文夫先生追悼論文集』　音楽之友社　1986
- International Symposium on the Conservation and Restoration of Cultural Property;  Masked Performance in Asia.    東京国立文化財研究所　1987
- 『日本民謡大観（奄美・沖縄）八重山諸島編』　日本放送協会　1989
- 『女性と音楽（民族音楽叢書２）』　東京書籍　1990
- 『日本民謡大観（奄美・沖縄）宮古諸島編』　日本放送協会　1990
- 『ウチナー・ポップ』　東京書籍　1992
- 『伝統民俗文化の継承と支援―日本文化の創造と地域の創造』　ぴぁ総合研究所　1993
- 『泉州目連傀儡に基づく日中文化の諸相』　東京国立文化財研究所芸能部　1997
- 『中日音楽比較研究論文集』　中国、天津社会科学出版社　1998
- 星野紘・野村伸一編『歌･踊り･祈りのアジア』勉誠出版 2000
- 『事典　世界音楽の本』　岩波書店　2007
- 『祭・芸能・行事大辞典』　朝倉書店　2009
- 『「伝統と文化」に関する教育課程の編成と授業実践』「音楽科における日本音楽についてのコミュニケーション能力の育成 」を担当　風間書房　2012
- 山本宏子編『楽器をうたおうー唱歌で学ぶ演奏入門』岡山大学出版会　2017

### その他
・「小倉祇園祭の祇園太鼓の芸態」pp.10-29、「江戸時代の御神幸行列からみた太鼓」pp.158-178、「明治以降の小倉祇園太鼓の芸態」pp.179-184、『小倉祇園太鼓』（2018、北九州市文化財調査報告書 第158集）北九州市教育委員会

### 受賞など
1976年、武蔵野音楽大学福井直秋記念奨学生
1977年、武蔵野音楽大学福井直秋記念奨学生
1994年、第12回社団法人東洋音楽学会田辺尚雄賞
2003年、両備檉園記念財団　文化芸術教育研究部門　表彰